# کره جنوبی در المپیک تابستانی ۱۹۸۸
کره جنوبی در بازی‌های المپیک تابستانی ۱۹۸۸ که در شهر سئول کره جنوبی برگزار شد، کاروان کره جنوبی با ۴۰۱ ورزشکار در این رقابت‌ها شرکت کرد و موفق به کسب ۳۳ مدال (۱۲ طلا، ۱۰ نقره، ۱۱ برنز) شد. در جدول رتبه‌بندی توزیع مدال‌ها، کره جنوبی در ردهٔ ۴ مسابقات قرار گرفت.